# شیخ عبدالرحیم تاج‌الدین
شیخ عبدالرحیم تاج الدین معروف به اشرف الادبا از واعظان فیروزکوهی بود، که در دوره نخست بعنوان نماینده فیروزکوه  در مجلس شورای ملی حضور داشت.

اشراف الادبا در سال ١٣٢٠ ه.خ درگذشت و در شهر مشهد به خاک سپرده شد.